# Nomada conjungens
Nomada conjungens ist eine Biene aus der Familie der Apidae. 

## Merkmale
Die Bienen haben eine Körperlänge von 8 bis 9 Millimetern (Weibchen) bzw. 7 bis 8 Millimetern (Männchen). Der Kopf und der Thorax der Weibchen sind schwarz, mit roter Zeichnung. Die Tergite sind rot und teilweise mit gelben Flecken versehen. Basal sind sie mehr oder weniger schwarz. Das Labrum ist schwarz und häufig rot gerandet. Es trägt drei Zähnchen. Das dritte Fühlerglied ist kürzer als vierte. Die mittleren Fühlerglieder sind etwa eineinhalb Mal so lang wie breit. Das Schildchen (Scutellum) ist rot. Das Propodeum ist unbehaart. Die Schienen (Tibien) der Hinterbeine haben am Ende ein Borstenhaar und zwei bis vier kurze kleine Dornen. Die Männchen haben einen schwarzen Kopf und Thorax mit gelber Zeichnung. Die Tergite sind rot mit gelben Flecken und sind basal mehr oder weniger schwarz. Das dicht behaarte Labrum ist gelb. Das dritte Fühlerglied ist viel kürzer als das vierte. Das Schildchen ist schwarz und hat häufig kleine rote oder gelbliche Flecken. Die Schenkel (Femora) der Hinterbeine sind kurz behaart, die Schienen der Hinterbeine sind am Ende mit einem Borstenhaar und mehreren kleinen Dornen versehen, die jedoch in der Behaarung schlecht erkennbar sind.

## Vorkommen und Lebensweise
Die Art ist in Süd- und Mitteleuropa verbreitet. Die Tiere fliegen von Anfang April bis Ende Juli. Die Art parasitiert die Arten der Andrena proxima-Gruppe.

## Belege
Felix Amiet, M. Herrmann, A. Müller, R. Neumeyer: Fauna Helvetica 20: Apidae 5. Centre Suisse de Cartographie de la Faune, 2007, ISBN 978-2-88414-032-4.